# DO-254
DO-254는 영문 제목 'Design Assurance Guidance for Airborne Electronic Hardware'이 나타내는 바와 같이 RTCA에 의해 복합 전기 하드웨어에 인증에 대한 표준을 정하였다.

## 차례
1. 서두(Introduction)
2. 하드웨어 설계 보증의 시스템 양상(System Aspects of Hardware Design Assurance)
3. 하드웨어 설계 수명 주기(Hardware Design Life Cycle)
4. 프로세스 계획(Planning Process)
5. 하드웨어 설계 프로세스(Hardware Design Processes)
6. 검증 프로세스(Validation and Verification Processes)
7. 형상관리 프로세스(CM Process)
8. 품질 보증 프로세스(Process (Quality) Assurance)
9. 보증서(Certification Liaison)
10. 하드웨어 설계 수명 주기 데이터(Hardware Design Life Cycle Data)
11. 추가 고려사항(Additional Considerations)

- App A.  레벨에 따른 데이터의 변경(Modulation of Data Based on Level)
- App B.  레벨 A, B를 위한 설계 보증(Design Assurance for Levels A and B)
- App C.  해설(Glossary)
- App D.  약어(Acronyms)

## 같이 보기
- 항공전자
- 위험 분석
- DO-178B (DO-254와 유사하나 소프트웨어가 대상)
- ARP4761
- ARP4754